# Assembleia do Reino do Irã

Derafsh Kavianié a bandeira oficial do grupo.

Assembleia do Reino do Irã (em persa: انجمن پادشاهی ایران; romaniz.: Anjoman-e Pâdeshâhi-ye Irân), também Assembleia da Monarquia do Irã, Soldados da Assembleia do Reino do Irã, Comitê da Monarquia do Irã ou Tondar, é um grupo de oposição monarquista exilado iraniano   com base em Los Angeles, Estados Unidos, que busca derrubar a República Islâmica e restaurar a monarquia iraniana sob uma nova dinastia.  O grupo está atualmente proibido na República Islâmica do Irã. Tondar, um nome que significa "trovão" em persa, não está na lista de organizações terroristas dos Estados Unidos.

## Origens
Embora tenha sido chamada de "um grupo de exilados pouco conhecido" , a Assembleia apareceu em várias notícias nos últimos anos. O grupo foi fundado e chefiado por Frood Fouladvand, que estaria desaparecido desde janeiro de 2007.

## Atividades e supostas atividades

### Ataques bombistas
A Jamestown Foundation relatou que a organização assumiu a responsabilidade pela explosão em Shiraz em 2008 na Mesquita Hosseynieh Seyed al-Shohada, onde doze pessoas morreram e 202 ficaram feridas. Mohammad-Reza Ali-Zamani e Arash Rahmanipour, alegados pelo governo como membros do grupo, foram presos e julgados pelo ataque bombista pelo poder judiciário da República Islâmica do Irã. Em janeiro de 2010, foram executados por moharebeh ("travar guerra contra Deus") e tentar derrubar o governo iraniano. Um porta-voz da Assembleia negou que Ali Zamani tenha desempenhado qualquer papel nos protestos pós-eleitorais, afirmando que ele havia trabalhado com a organização, mas seu trabalho era "simplesmente passar notícias para nossa estação de rádio e fazer pacotes de transmissão".

### 2005
Em 2005, 56 iranianos que faziam um protesto sentado contra o governo islâmico iraniano foram presos no aeroporto de Bruxelas por se recusarem a deixar um avião da Lufthansa. Pelo menos um manifestante, Armin Atshgar, se identificou como membro do Anjomane Padeshahi e disse à imprensa que "Queremos que a União Europeia remova os líderes islâmicos do Irã." O grupo também esteve supostamente ativo no desfile anual do Nowruz Persa na cidade de Nova York. 

### 2010
Em 2010, o regime iraniano acusou a organização de planejar ataques terroristas no Irã. O grupo dirige estações de rádio e de televisão pró-oposição e pede a derrubada do governo iraniano.
Os membros do grupo rejeitaram a classificação de organização terrorista e negaram envolvimento com os ataques no Irã. 
Analistas iranianos afirmaram que o Irã pode estar responsabilizando o Tondar porque prefere "culpar as forças externas pela dissidência interna e o tumulto".

### 2020
Em 1 de agosto de 2020, o Ministério de Inteligência do Irã anunciou que detiveram Jamshid Sharmahd, porta-voz do grupo. A televisão estatal iraniana (IRIB) transmitiu uma reportagem sobre a prisão de Sharmahd, relacionando-o ao atentado à bomba de 2008 na mesquita Hosseynieh Seyed Al-Shohada em Shiraz. Também disse que seu grupo estava por trás de um atentado a bomba em 2010 no Mausoléu de Ruhollah Khomeini em Teerã, que feriu várias pessoas.

## Nota
- Este artigo foi inicialmente traduzido, total ou parcialmente, do artigo da Wikipédia em inglês cujo título é «Kingdom Assembly of Iran».